# Église Santa Maria Gualtieri
L’église Santa Maria Gualtieri est une église désacralisée de Pavie, aujourd’hui utilisée pour des expositions, des concerts et des conférences.

## Histoire
L’église a été fondée en 989 par Walterius (en italien Gualtiero), fils de Wualpertus, juge du palais royal de Pavie, missus dominicus et frère de la comtesse Rotruda, qui a fait construire l’église près de sa propre maison, la dédiant à Santa Maria. Walterius lui-même a doté l’église de riches possessions, y compris l’hôpital de San Giacomo della Cerreta à Belgioioso. 
L’église, qui surplombe la Piazza Vittoria, l’ancien forum romain de la ville, a été reconstruite dans la seconde moitié du XIe siècle et a été consacrée par le pape Urbain II en 1096, lorsque le pontife a visité Pavie. 

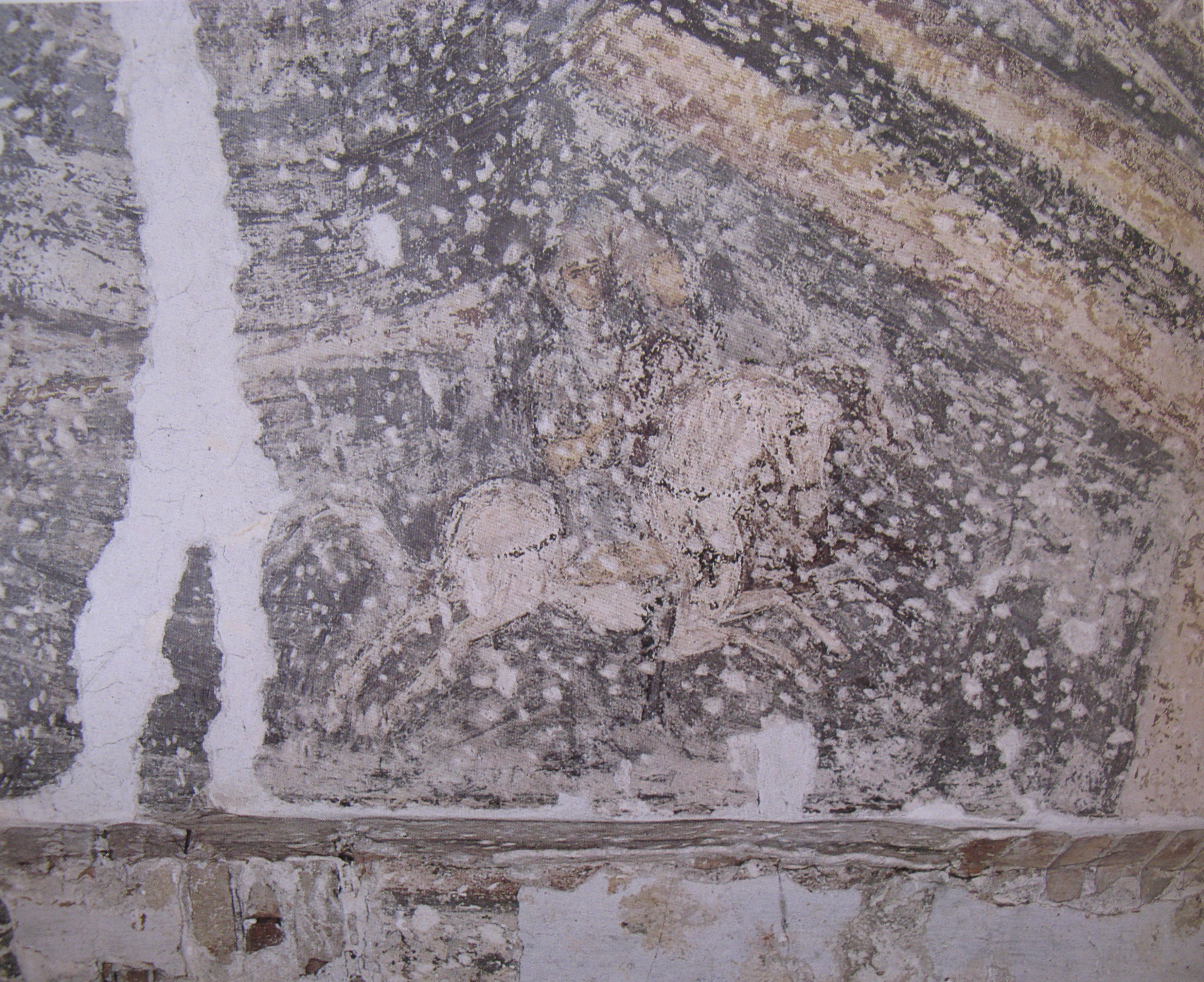
Les Cavaliers de l’Apocalypse, XIe siècle.

En 1182, l’église était gouvernée par un collège canonique formé d’un prévôt et de sept chanoines. En 1250, l’église a été incluse parmi les paroisses de Porta Laudensis, tandis que la visite apostolique de 1576 nous informe qu’à cette date le clergé était composé de huit prêtres et la paroisse était peuplée de 300 âmes de communion, qui s’éleva, en 1769, à sept prêtres et sept clercs. Même à la fin du XVIIIe siècle, le presbytère possédait encore des propriétés foncières discrètes, concentrées surtout dans la région de Pavie, équivalant à 76,5 hectares. La population de la paroisse s’éleva en 1780 à 993 âmes. 
En 1788, sur la base du plan de réorganisation des paroisses urbaines souhaité par l’empereur Joseph II, l’église est supprimée et unie à la paroisse des Saints Gervasio et Protasio. Le bâtiment a été définitivement désaffecté en 1798 et vendu à des particuliers, qui l’ont transformé en maisons et magasins. L’église a été achetée par la municipalité de Pavie dans les années 1960 et a fait l’objet de recherches archéologiques en 1975. Après une longue restauration, en 1991, l’église a été rouverte.

## Architecture

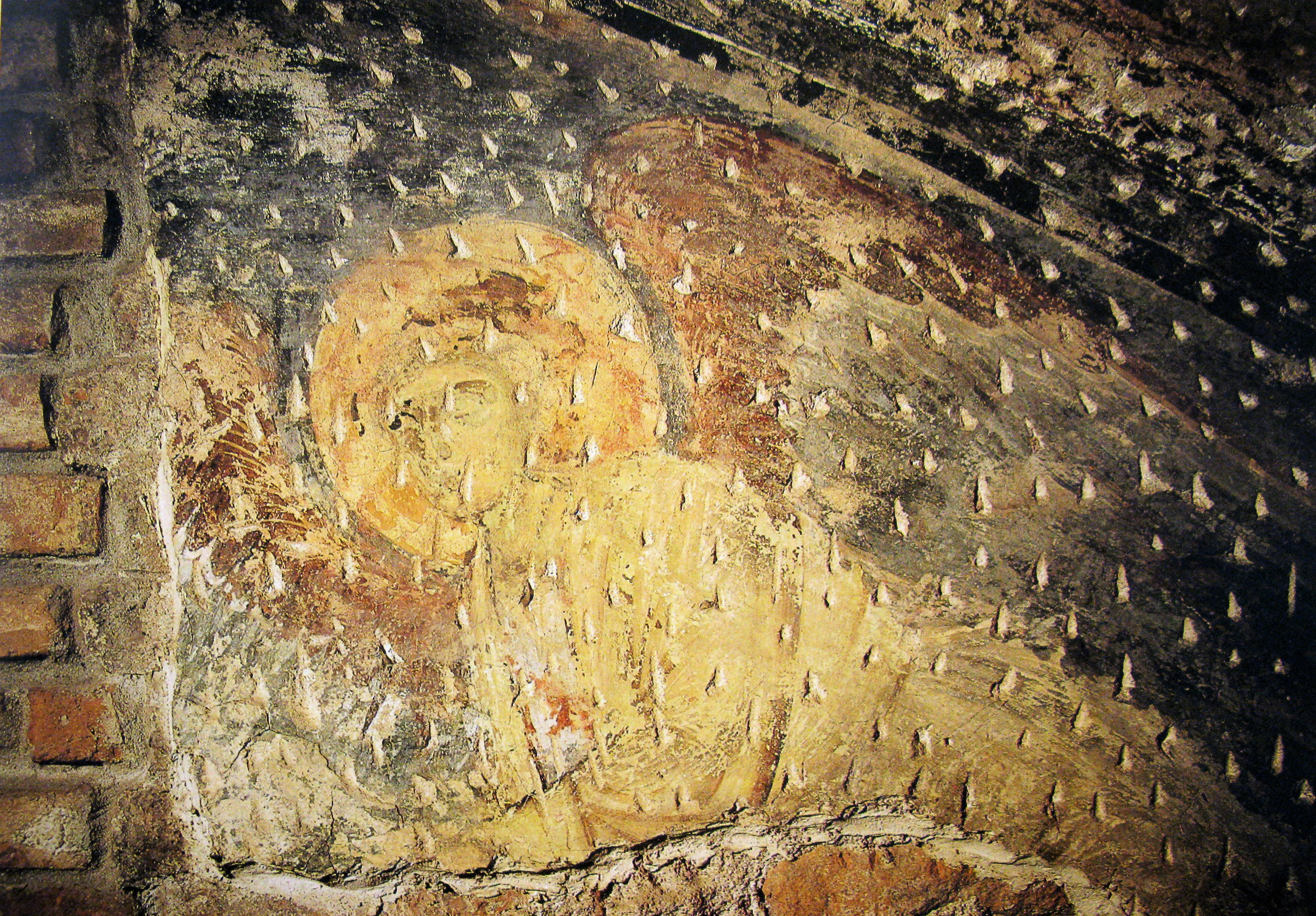
Fresque avec figure angélique, XIe siècle.

Comme en témoignent les fouilles archéologiques, la première église, datant de la seconde moitié du Xe siècle, avait une seule salle avec trois absides. Le bâtiment actuel a été construit dans la seconde moitié du XIe siècle. Il a trois nefs, avec des voûtes en nervures, pour quatre baies. Une grande partie du bâtiment est faite en réutilisant de grandes briques de l’époque romaine et des galets de rivière. Les piliers ont des chapiteaux en briques typiques de l’architecture lombarde du XIe siècle. L’illumination est garantie par quelques fenêtres à lancette unique et à l’intérieur il y a des traces de fresques (les chevaliers de l’Apocalypse, la figure d’un ange) datant également de la fin du XIe siècle.
L’église a subi des changements structurels radicaux au XVIe siècle : deux des absides originales ont été démolies (seule la partie sud reste intacte) et la partie centrale a été remplacée par un chœur rectangulaire. 
À la fin du XVIIe siècle, l’église a subi des rénovations pour l’adapter au nouveau goût baroque, une grande fenêtre a été ouverte sur la façade, les intérieurs ont été enrichis de stucs et le cloître médiéval de l’église a été démoli. La façade est divisée en trois champs par des contreforts et se termine par de petits arcs. Du bâtiment original de la fin du Xe siècle, une partie de la maçonnerie du clocher est conservée, décorée de petits arcs et clairement visible sur le côté de la façade.